# Le Galant Étalagiste
Pour plus de détails, voir Fiche technique et Distribution.
Le Galant Étalagiste (Love 'Em and Leave 'Em) est un film américain réalisé par Frank Tuttle, sorti en 1926.

## Synopsis
Orphelines, Mame s'occupe de sa petite sœur, Janie. Elles travaillent dans un grand magasin et Mame sort avec un vendeur Bill. Promu responsable des vitrines grâce à l'aide de Mame, Bill la demande en mariage, elle refuse et part en vacances, lui demandant d'aider sa petite sœur. Mais cette coquine de Louise Brooks (Janie) ne peut s'empêcher de séduire Bill, etc.

## Fiche technique
- Titre : Le Galant Étalagiste
- Titre original : Love 'Em and Leave 'Em
- Réalisation : Frank Tuttle
- Scénario : Townsend Martin d'après la pièce de George Abbott et John V.A. Weaver (en)
- Photographie : George Webber
- Pays d'origine : États-Unis
- Format : Noir et blanc - 1,33:1 - Film muet
- Date de sortie : 1926

## Distribution
- Evelyn Brent : Mame Walsh
- Lawrence Gray : Bill
- Louise Brooks : Janie Walsh
- Jack Egan : Cartwright
- Osgood Perkins : Lem Woodruff
- Marcia Harris : Mlle Streeter
- Edward Garvey
- Vera Sisson
- Joseph McClunn
- Arthur Donaldson
- Elise Cavanna
- Dorothy Mathews